# Набережное (Ровненская область)
Набережное (укр. Набережне) — село в Боремельской сельской общине Дубенского района Ровненской области Украины.
До 2020 года входило в Демидовский район.
Население по переписи 2001 года составляло 323 человека. Почтовый индекс — 35210. Телефонный код — 3637. Код КОАТУУ — 5621480712.